# Maciej Hunia
Maciej Marek Hunia (ur. 25 lutego 1961 w Krakowie) – polski funkcjonariusz służb specjalnych, w tym Urzędu Ochrony Państwa i Agencji Bezpieczeństwa Wewnętrznego, generał brygady wywiadu cywilnego. W 2008 szef Służby Wywiadu Wojskowego, w latach 2008–2015 szef Agencji Wywiadu, w latach 2024–2025 chargé d’affaires ad interim, a od 2025 ambasador RP w Izraelu.

## Życiorys
Syn Czesława. W 1986 ukończył studia na Wydziale Filozoficzno-Historycznym Uniwersytetu Jagiellońskiego. Działał w Niezależnym Zrzeszeniu Studentów. Uprawiał wspinaczkę wysokogórską, poznał w tym okresie Konstantego Miodowicza.
Pod koniec lat 80. odbył służbę wojskową. W 1990 został funkcjonariuszem w delegaturze Urzędu Ochrony Państwa w Krakowie. Zajmował kolejno stanowiska analityka, a od 1993 do 1997 zastępcy naczelnika i naczelnika wydziału kontrwywiadu w tej delegaturze. W latach 1997–2006 pełnił funkcję dyrektora Zarządu Kontrwywiadu w Urzędzie Ochrony Państwa, a następnie kierował Departamentem Kontrwywiadu w Agencji Bezpieczeństwa Wewnętrznego.
W 2004 prezydent Aleksander Kwaśniewski mianował go na stopień służbowy generała brygady w korpusie oficerów ABW.
W 2007 był dyplomatą (radcą) w Ambasadzie RP w Pradze. 16 stycznia 2008 objął urząd szefa Służby Wywiadu Wojskowego, wcześniej (od 29 listopada 2007) był zastępcą ówczesnego szefa SWW Witolda Marczuka. Od 7 czerwca 2008 pełnił obowiązki szefa Agencji Wywiadu. 11 sierpnia 2008 został odwołany ze stanowiska szefa SWW i jednocześnie powołany na stanowisko szefa AW, które zajmował do 19 listopada 2015. W październiku 2024 objął kierownictwo Ambasady RP w Tel Awiwie w randze charge d’affaires ad interim. W kwietniu 2025 prezydent RP mianował go na stanowisko ambasadora RP w Izraelu, listy uwierzytelniające na ręce prezydenta Izraela złożył 21 lipca 2025.

## Odznaczenia
- Krzyż Kawalerski Orderu Odrodzenia Polski (za wybitne zasługi w działalności na rzecz umacniania bezpieczeństwa wewnętrznego kraju) – 2002[10]
- Złoty Krzyż Zasługi (za wzorowe, wyjątkowo sumienne wykonywanie obowiązków wynikających z pracy zawodowej) – 1998[4]
- Złoty Odznaka Honorowa „Bene Merito” – 2009[11]
- Order Krzyża Orła II klasy – 2014[12]